# Red Cliffs
Red Cliffs är en ort i Australien. Den ligger i kommunen Rural City of Mildura och delstaten Victoria, omkring 460 kilometer nordväst om delstatshuvudstaden Melbourne. Red Cliffs ligger 74 meter över havet och antalet invånare är 4 596.
Närmaste större samhälle är Mildura, omkring 14 kilometer norr om Red Cliffs.
Omgivningarna runt Red Cliffs är i huvudsak ett öppet busklandskap. Runt Red Cliffs är det glesbefolkat, med 12 invånare per kvadratkilometer. Genomsnittlig årsnederbörd är 322 millimeter. Den regnigaste månaden är februari, med i genomsnitt 66 mm nederbörd, och den torraste är oktober, med 9 mm nederbörd.